# Omni (rivista)
OMNI è stata una rivista di fantascienza e scienza pubblicata negli Stati Uniti e in Gran Bretagna, che conteneva articoli riguardanti fatti scientifici e piccoli racconti fantascientifici.

## Storia
Il primo numero fu pubblicato nell'ottobre del 1978, e l'ultimo nell'inverno del 1995, con una versione via internet che durò fino al 1998.
OMNI fu lanciata da Kathy Keeton Guccione, moglie dell'editore di Penthouse Bob Guccione, e curata da Ben Bova dal 1978 fino al 1981. Prima del suo lancio ci si riferiva ad essa come Nova, ma il nome fu cambiato prima del primo numero per evitare conflitti con PBS per uno show scientifico con lo stesso nome, NOVA.
Dopo che Bova abbandonò, editori di OMNI inclusero Richard Teresi, Gurney Williams III, Patrice Adcroft, Keith Ferrell, e Pamela Weintraub (editore di OMNI Internet). Kathleen Stein era manager del prestigioso Q&A interviste con il top degli scienziati del XX secolo fino al 1998. Ellen Datlow fu editrice di OMNI da quando entrò Bova nel magazine fino alla fine nel 1998 e Sherry Baker fu l'editore per tutto il periodo, ora lavora come editore freelance e scrittore ad Atlanta (Georgia).
La prima edizione aveva un'intervista esclusiva con il fisico Freeman Dyson, la seconda con lo scrittore statunitense e futurologo Alvin Toffler.
In Italia venne pubblicata dalla Alberto Peruzzo Editore dal dicembre 1981.

## Critica
Bob Guccione descrisse la rivista come la prima pubblicazione di: « un'originale se non controversa mistura di fatti scientifici, fantascienza, fantasia e paranormale ».